# Frédéric Amorison
Frédéric Amorison (Belœil, 16 febbraio 1978) è un dirigente sportivo ed ex ciclista su strada belga.
Professionista dal 2002 al 2014 e vincitore di due edizione della Vlaamse Pijl, dal 2015 è direttore sportivo del team WB-Veranclassic-Aqua Protect (già Wallonie Bruxelles).

## Carriera
Dopo un breve periodo da stagista alla Lotto-Adecco nel 2001, passò professionista con la stessa squadra belga nel 2002, cogliendo subito due vittorie, una tappa al Tour de la Région Wallonne e il successo finale nello Sparkassen Giro Bochum.
Dopo due stagioni senza vittorie alla Quick Step e il ritorno nel 2005 alla Lotto, nel 2006 passò alla Landbouwkrediet, team con cui disputò quattro edizioni del Giro delle Fiandre e con cui colse tre successi in gare del circuito UCI Europe Tour, vincendo una Dwars door het Hageland e per due volte la Vlaamse Pijl.
Ritiratosi dalle corse al termine della stagione 2014, corsa in maglia Wallonie-Bruxelles, nel 2015 è diventato direttore sportivo per la medesima formazione.

## Palmarès
- 2002

2ª tappa Tour de la Région Wallonne
Sparkassen Giro Bochum
- 2010

Dwars door het Hageland
Grand Prix de Vichte
- 2011

Vlaamse Pijl
- 2012

Vlaamse Pijl

## Piazzamenti

### Classiche monumento
- Giro delle Fiandre

2007: 26º
2010: 71º
2011: 96º
2012: ritirato
- Liegi-Bastogne-Liegi

2012: ritirato